# Saulaspis trivittata
Saulaspis trivittata es una especie de insecto coleóptero de la familia Chrysomelidae.
Fue descrita científicamente en 2002 por Swietojanska.